# Centro de Información Forestal
El Centro de Información Forestal (CIF) del Departamento Forestal de la FAO, que se encuentra en Roma, es una biblioteca especializada que cuenta con aproximadamente 6000 libros y más de 600 títulos de anuarios actualizados y diversas publicaciones seriadas en el sector forestal y áreas relacionadas. También tiene una gran colección de literatura gris -incluida la documentación sobre los proyectos forestales de la FAO y los documentos e informes de las muchas reuniones que se celebran dentro del Comité Forestal de la FAO- muchos de los cuales no están dispone en ninguna otra parte.
Los temas cubiertos incluyen la gestión forestal sostenible, gestión sobre incendios, silvicultura de zonas áridas, salud de los bosques, bosques plantados, recursos genéticos, dendroenergía, cosecha,  industrias, el comercio y los bosques, los productos forestales no madereros, biodiversidad, cambio climático, desertificación, medio ambiente y su utilización, especies exóticas invasoras, los bosques y el agua, los procesos participativos, los bosques y la reducción de la pobreza, género, las empresas de pequeña escala, manejo de conflictos, el cumplimiento de la legislación forestal y la gobernanza, los programas forestales nacionales, la evaluación global de los recursos forestales y otros temas relacionados.